# キルギス・ソム
ソム（キルギス語: сом）はキルギスの通貨。ISO 4217の通貨コードはKGS。補助単位は100分の1のトゥイン（キルギス語: тыйын）。1993年5月10日、ソビエト・ルーブルに代わり1ソム＝200ルーブルのレートで導入された。2017年には新しい通貨記号「」が導入された。

## 語源
ソム導入以前に使用されていたルーブル紙幣裏面にはソビエト連邦で使われる15すべての公用語で額面が印刷されており、ソビエト連邦におけるカザフ語、キルギス語、ウズベク語話者らはルーブルをソムと呼んでいた。カザフ語、キルギス語、ウイグル語、ウズベク語のみならずテュルク諸語などでソム（スムやソームと表記されることもある）は「純粋」を意味し、また「純金」という意味も含んでいることが語源となっている。なお、ウズベキスタンの通貨スムも同様の語源となっている。

## 流通硬貨と紙幣

### 硬貨
10、50トゥイン硬貨は真鍮メッキを施した鉄鋼製。1、3、5ソム硬貨はニッケルメッキを施した鉄鋼製である。これら硬貨はカザフスタンで鋳造され、2008年1月から流通が開始している。また銀や金でつくられた記念硬貨や特別仕様の1トゥイン硬貨も発行された。

### 紙幣
1993年に政府から1、10、50トゥイン紙幣、キルギスタン銀行から1、5、20ソム紙幣が発行された。1994年にキルギス銀行から1、5、10、20、100ソムの第2次紙幣が発行、1997年以降に1、5、10、20、50、100、200、500、1000ソムの第3次紙幣が発行された。
| 第3次紙幣 | 第3次紙幣 | 第3次紙幣 | 第3次紙幣 | 第3次紙幣 | 第3次紙幣                    | 第3次紙幣                                | 第3次紙幣  | 第3次紙幣     | 第3次紙幣                   |
| 画像      | 画像      | 額面      | 寸法      | 主色      | 図柄                         | 図柄                                     | 図柄       | 年月日        | 年月日                      |
| 表        | 裏        | 額面      | 寸法      | 主色      | 表                           | 裏                                       | 透かし     | 印刷          | 流通開始                    |
| --------- | --------- | --------- | --------- | --------- | ---------------------------- | ---------------------------------------- | ---------- | ------------- | --------------------------- |
|           |           | 1ソム     | 120×60mm  | 緑/橙色   | アブディラス・マルディバエフ | コムズ、キルキヤック、ビシュケク交響楽団 | 肖像       | 1999年        | 2000年2月7日                |
|           |           | 5ソム     | 135×65mm  | 濃青色    | ブブサラ・ベイシェナリエヴァ | キルギス国立オペラ・バレエ劇場           | 肖像       | 1997年        | 1997年12月17日              |
|           |           | 10ソム    | 135×65mm  | 深緑      | カスィム・ティニスタノフ     | キルギスタン山脈とDzhety-Oguzの大地      | 肖像       | 1997年        | 1997年12月17日              |
|           |           | 20ソム    | 135×65mm  | 黄土色/赤 | トゴロク・モルド             | マナス回教寺院                           | 肖像と額面 | 2002年        | 2002年8月15日               |
|           |           | 50ソム    | 145×70mm  | 赤/菫色   | クルマンジャン・ダトカ       | 11-12世紀のウズゲン集合建築              | 肖像と額面 | 2002年        | 2002年8月15日               |
|           |           | 100ソム   | 150×72mm  | 緑/菫色   | トクトグル・サティルガノフ   | ハン・テングリ                           | 肖像と額面 | 2002年        | 2002年8月15日               |
|           |           | 200ソム   | 155×74mm  | 黄色      | アリイクル・オスモノフ       | イシク・クル                             | 肖像と額面 | 2000年 2004年 | 2000年8月28日 2004年8月2日  |
|           |           | 500ソム   | 160×76mm  | 菫色      | サヤクバイ・カララエフ       | サヤクバイ・カララエフとマナスの心象     | 肖像と額面 | 2000年 2005年 | 2000年8月28日 2005年11月1日 |
|           |           | 1000ソム  | 165×78mm  | 灰色/緑   | ユーサフ・バラッサグン       | スレイマン山                             | 肖像と額面 | 2000年        | 2000年8月28日               |